# Chandrashekaraswami Adiveyya Viraktamath
Chandrashekaraswami Adiveyya Viraktamath (ur. 31 stycznia 1944 w Byadagi) – indyjski entomolog, specjalizujący się w hemipterologii.
Jego ojcem był Adiveyya, a matką Neelambika. Z uwagi na pracę ojca dorastał w różnych miejscowościach stanu Karnataka. Uczęszczał do koledżu rolniczego w Dharwadzie. Stopień bakałarza rolnictwa otrzymał wygrywając złoty medal ASPEE w dziedzinie fitopatologii. Studiował na University of Agricultural Sciences w Bengaluru, gdzie zdobył tytuł magistra. Entomologii uczyli go tam Gulur Puttappa Channabasavanna, Halbert Marion Harris oraz John H. Lilly. W ramach stypendium Ford Foundation wyjechał do Stanów Zjednoczonych by studiować na Oregon State University. Tam zajmował się systematyką piewików pod okiem Paula Wilsona Omana. Po otrzymaniu stopnia doktora wrócił do Indii i nauczał w koledżu rolniczym w Dharwadzie. W 1974 roku przeniósł się na University of Agricultural Sciences w Bengaluru. Od 1995 roku prowadził wykłady na studiach doktorskich. Od 2004 roku jest profesorem emerytowanym.
Jest autorem licznych publikacji naukowych poświęconych głównie taksonomii piewików z rodziny skoczkowatych. Opisał 56 nowych dla nauki rodzajów i 452 nowe gatunki. Na uczelni zgromadził zbiór liczący około 350 tysięcy okazów.
Na jego cześć nazwano rodzaje Chandra, Pythochandra i Viraktamathia oraz gatunki Agallia viraktamathi, Aleuroclava viraktamathi, Anteon viraktamathi, Balclutha viraktamathi, Brodskyella viraktamathi, Cretacoelidia viraktamathi, Eugahania viraktamathi, Epuraea viraktamathi, Fidiobia virakthamati, Frisilia chandrai, Discolopeus viraktamathi, Drabescus viraktamathi, Eleazara viraktamathi, Gannia viraktamathi, Gonatopus viraktamathi, Goniagnathus viraktamathi, Hishimonus viraktamathi, Isotrigona chandrai, Japanagallia viraktamathi, Jogocerus viraktamathi, Kadrabia viraktamathi, Kalasha viraktamathi, Krisna viraktamathi, Kusala viraktamathi, Longistyla viraktamathi, Maiestas chandrai, Maiestas viraktamathi, Makilingia viraktamathi, Notomulciber viraktamathi, Oomyzus viraktamathi, Orosius viraktamathi, Processina chandrai, Sangeeta viraktamathi, Scaphoidella viraktamathi, Scaphoideus viraktamathi, Singillatus viraktamathi, Sophonia chandrai, Tambocerus viraktmathi, Thagria viraktamathi i Xenovarta viraktamathi.